# 3643 Tienchanglin
3643 Tienchanglin è un asteroide della fascia principale. Scoperto nel 1978, presenta un'orbita caratterizzata da un semiasse maggiore pari a 2,4037533 UA e da un'eccentricità di 0,1492261, inclinata di 13,87335° rispetto all'eclittica.